# Agence de l'environnement et de la maîtrise de l'énergie
L'Agence de l'environnement et de la maîtrise de l'énergie (ADEME) est un établissement public à caractère industriel et commercial français dont la vocation est de susciter, animer, coordonner, faciliter ou réaliser des opérations de protection de l'environnement et surtout de maîtrise de l'énergie. Elle est créée en 1991 pour remplacer l'AFME, elle-même créée en réaction à la crise de l'énergie induite par le premier choc pétrolier de 1973,. Elle affiche également le nom d'« Agence de la transition écologique » depuis juin 2020.
Basée à Angers et régie par les articles L.131-3 à L.131-7 et R.131-1 à R.131-26 du code de l'environnement, l'agence est placée sous la tutelle des ministères de l'Enseignement supérieur, de la Recherche et de l'Innovation et de la Transition écologique et solidaire.
L'ADEME dispose en 2019 d'un budget de 605 millions, pour un effectif salarié de 963 équivalents temps-plein. Son budget augmente les années suivantes, pour atteindre les 4,2 milliards d'euros en 2024.

## Histoire

Logo de l'ADEME jusqu’en 2020.

L'ADEME résulte de la fusion, effective en 1992, de plusieurs agences préexistantes : Agence pour la qualité de l’air (AQA), Agence française pour la maîtrise de l'énergie (AFME) et Agence nationale pour la récupération et l'élimination des déchets (ANRED). L'AFME, elle-même, a été créée en 1982 par la fusion de l'Agence pour les économies d'énergie (AEE), du Commissariat à l'énergie solaire (COMES), du Comité géothermie, de la Mission nationale pour la valorisation de la chaleur, et du Service économie de matières premières du ministère de l'industrie.
L'ADEME couvre aujourd'hui le champ de la maîtrise de l’énergie et un large spectre des politiques de l’environnement : déchets (hors déchets radioactifs et de guerre), pollution des sols, transport, bâtiment, qualité de l'air, bruit et qualité environnementale. Les missions dont elle ne s'occupe pas sont principalement la maîtrise de l'eau, des risques et des paysages.

## Domaines d'intervention et missions
L'ADEME participe à la mise en œuvre des politiques publiques en matière d'énergie et de protection de l'environnement.
L'ADEME intervient dans les domaines suivants :
- énergies : développement des énergies renouvelables , des réseaux et des solutions de stockage de l'énergie afin de contribuer à la réduction des émissions de gaz à effet de serre produites par les énergies fossiles ;
- air et mobilités : secteur du transport, premier émetteur de gaz à effet de serre ;
- production durable : accompagnement des acteurs du secteur industriel engagés dans la voie de la décarbonation de leur production ;
- urbanisme durable : lutte contre l'artificialisation des sols et l'étalement urbain ;
- économie circulaire : utilisation raisonnée des ressources naturelles et des déchets ;
- changement climatique ; action en faveur de l'adaptation et de l'atténuation du changement climatique ;
- bioéconomie, agriculture, alimentation et forêt : assurer la résilience des systèmes de production et des écosystèmes ;
- bâtiments : accompagnement de l'adaptation du secteur du bâtiment à la nouvelle donne climatique et à l'évolution des modes de vie.

La mission de l'ADEME est d'accélérer le passage vers une société plus sobre et solidaire, créatrice d’emplois, ce qui consiste à :
- accompagner et mobiliser les acteurs afin d'accélérer la transition écologique ;
- financer les projets de recherche, l'expérimentation et le déploiement des solutions innovantes ;
- partager les expertises pour améliorer les connaissances ;
- faire de la prospective et apporter une vision aux politiques publiques ;
- accompagner la recherche ;
- rendre accessibles les données collectées dans le cadre de ses missions ;
- diffuser les actualités de l'ADEME.

Pour remplir ses missions, l'ADEME dispose de trois types de compétences :
- scientifiques et techniques, pour faire émerger des solutions plus respectueuses de l'environnement ;
- d'expertise et de conseil, pour accompagner les décideurs dans leurs projets et faciliter leurs choix ;
- de centre de ressources capitalisant les résultats des expériences de terrain, pour favoriser la diffusion des bonnes pratiques, qui sont regroupés au sein du réseau national Bâti Environnement Espace Pro (BEEP)[8].

L'ADEME intervient tant au niveau d'études techniques que d'études économiques ou technico-économiques.
Pour assurer sa mission d'information générale vers le grand public, l'ADEME diffuse des brochures d'information, réalise des outils pédagogiques pour différents publics et mène des campagnes de sensibilisation. Elle développe et coordonne depuis 2001 un réseau d'espaces info énergie qui apporte informations et conseils pratiques de proximité sur la maîtrise de l'énergie et les énergies renouvelables.

## Partenariats
L’ADEME collabore avec un large éventail de partenaires publics, privés et associatifs, tant au niveau national qu’international.
Partenaires institutionnels et financiers :
- groupe Agence française de développement (AFD, Proparco, Expertise France) : partenariat renforcé pour l'accès à l’énergie, l'efficacité énergétique, l'économie circulaire, la gestion des déchets, la lutte contre la pollution plastique, l’adaptation au changement climatique et la finance durable[9] ;
- Bpifrance : collaboration pour accompagner les entreprises françaises dans leur transition énergétique et écologique à travers des diagnostics et des financements spécifiques[10] ;
- chambres consulaires (CCI, CMA, Chambres d’agriculture) : mobilisation des entreprises et accompagnement sectoriel[11] ;
- conseils régionaux et départementaux : organisation et soutien des stratégies territoriales de transition énergétique[11].

Partenaires territoriaux et locaux :
- agences locales de l’énergie et du climat ;
- agences régionales de l'environnement ;
- Espaces Info Énergie ;
- syndicats d’énergie ;
- services de l’État (DDTM, DREAL) ;
- observatoires de l'énergie et des gaz à effet de serre ;
- opérateurs de réseaux (chaleur, électricité, gaz)[11].

Partenaires associatifs, entreprises et réseaux :
- entreprises de toutes tailles (TPE, PME, ETI, grands groupes), notamment dans le cadre de projets de décarbonation, d’innovation et de mobilité durable[12] ;
- associations et réseaux citoyens (ex : Énergie Partagée, association des Centrales Villageoises, Hespul, INDDIGO)[13] ;
- partenaires techniques et industriels comme IPC (plasturgie)[14].

Partenaires européens et internationaux :
- agences homologues européennes[15] ;
- réseaux européens :  l'ADEME est impliquée dans des réseaux comme ERA-NET (European Research Area Network) pour la coordination de la recherche, et cofinance l’Office franco-allemand pour la transition énergétique (OFATE)[15] ;
- programmes européens : l’agence est partenaire et parfois coordinatrice de projets dans le cadre de programmes majeurs tels que Horizon Europe, LIFE (Commission européenne), INTERREG et FEDER, qui favorisent la coopération, l’innovation et la mobilité transnationale[15] ;
- Club ADEME International : réseau de plus de 130 à 140 éco-entreprises françaises innovantes, facilitant l’export des savoir-faire et des solutions françaises en matière de transition écologique sur les marchés internationaux[16] ;
- organisations multilatérales : l'ADEME participe à des Technology Collaboration Programs (TCP) sur les énergies renouvelables, l'efficacité énergétique, les réseaux et le stockage, ainsi qu'aux travaux de l’Organisation internationale de normalisation (ISO)[17] ;
- zones d’intervention prioritaires : l'action internationale de l’ADEME se concentre sur l’Afrique subsaharienne, la Méditerranée, et dans une moindre mesure sur certains pays d’Asie (Chine, Corée, Inde, Japon, Vietnam), ainsi qu’au Canada[17] ;
- Alliance pour les solutions efficientes (Fondation Solar Impulse de Bertrand Piccard) : le Club ADEME International est partenaire de cette initiative visant à identifier 1000 solutions innovantes pour le climat[16].

## Budgets
Jusqu'en 1997, l'ADEME est essentiellement financée par des taxes dédiées (principe pollueur-payeur, écotaxe sur les déchets ménagers et assimilés, les déchets industriels spéciaux, le bruit, la pollution atmosphérique et les huiles) puis, entre 1998 et 2000, le financement de l'ADEME évolue vers un budget essentiellement formé de subventions attribuées par le ministère de l'Environnement.
En 2012, le budget de l'ADEME s’établit à :
- 690 M€ d’autorisations d’engagement sur crédits budgétaires ventilés sur les différents domaines d’intervention :
  - énergie et climat, 349 M€,
  - déchets, 218 M€,
  - air et bruit, 32 M€,
  - sols pollués et friches, 38 M€,
  - actions transversales, 53 M€ ;
- 98 M€ de crédit de fonctionnement ;
- 17 M€ de budget d’intervention sur ses fonds propres.

L'ADEME gère également 2 650 M€ au titre des investissements d'avenir.
En 2018, dans le cadre du plan de rénovation des bâtiments, le ministère de la Transition écologique et solidaire, le ministère de la Cohésion des territoires et l'ADEME lancent la campagne « FAIRE », pour « Faciliter, accompagner et informer pour la rénovation énergétique ». Celle-ci doit rendre identifiables les acteurs de la rénovation énergétique, par exemple la Confédération de l'artisanat et des petites entreprises du bâtiment (Capeb), Qualibat et Effy.
En 2018, l'ADEME vote son budget 2019. Sur un total de 761 millions d'euros, 34 millions sont alloués à la rénovation énergétique des bâtiments (dans le programme bâtiment durable où le plan rénovation lancé en 2018 devrait être opérationnel en 2019) et 185 millions à l'économie circulaire et à la valorisation des déchets et des sites pollués pour appliquer la feuille de route pour l'économie circulaire (Frec). Le fonds Air mobilité passe à 30 millions d'euros (+50 % par rapport à 2017) pour soutenir les ambitions de la future loi d'orientation des mobilités. Le fonds chaleur renouvelable passe à 307 millions d'euros (+55 % par rapport à 2017) pour soutenir le plan hydrogène et la nouvelle programmation pluriannuelle de l'énergie annoncée fin novembre. L'ADEME aide aussi les quinze zones qui font en France l'objet de contentieux européens ou nationaux en raison du non-respect de seuils de pollution de l'air.
En 2022, l’agence enregistré une augmentation significative de son budget dans le cadre des plans gouvernementaux, passant à plus de 2 milliards d’euros. Pour accélérer la transition énergétique, ce budget a encore plus que doublé pour les années 2023 et 2024, pour atteindre 4,2 milliards d'euros.
En réponse à des critiques de personnalités de droite et d'extrême-droite sur le budget de l'ADEME qui atteint 3,5 milliards d'euros pour 2025, la ministre de la Transition écologique souligne que 92 % de ce budget sont des financements directement versés aux collectivités locales ou aux entreprises ; la masse salariale est seulement de 100 millions d'euros pour 1 400 collaborateurs soit 71 400 € par collaborateur et les frais de fonctionnement de 20 millions d'euros. Une mission de l'Inspection générale des finances a conclu en 2024 à une gestion rigoureuse de l'agence.

## Organisation territorialisée
Au 1er janvier 2016, en accord avec la réforme territoriale, les salariés sont répartis sur 26 directions régionales (y compris celles d’outre-mer) et trois représentations territoriales d’outre-mer (Saint-Pierre-et-Miquelon, Nouvelle-Calédonie et Polynésie française). Les sites centraux sont implantés à Angers, Paris et Valbonne Sophia-Antipolis. Un bureau est également situé à Bruxelles.
Au niveau international, l'ADEME développe et propose son expertise vers des pays industrialisés et des pays émergents ou en développement.

## Gouvernance

### Conseil d'administration
Le conseil d'administration de l'ADEME comprend huit représentants de l'État, deux du Parlement (un député et un sénateur), deux du personnel et cinq personnalités qualifiées, dont trois au titre de l'environnement et deux de l'énergie.
| Portrait                                                               | Identité               | Période          | Période          |
| Portrait                                                               | Identité               | Début            | Fin              |
| ---------------------------------------------------------------------- | ---------------------- | ---------------- | ---------------- |
| Michel Mousel en 2018.                                                 | Michel Mousel          | 11 décembre 1991 | 2 mars 1994      |
| Jacques Vernier                                                        | Jacques Vernier        | 3 mars 1994      | 13 janvier 1998  |
| Pierre Radanne, 21 septembre 2008.                                     | Pierre Radanne         | 14 janvier 1998  | 15 janvier 2003  |
| Pas de portrait sous licence libre disponible pour Michèle Pappalardo. | Michèle Pappalardo     | 16 janvier 2003  | 6 février 2008   |
| Chantal Jouanno, 21 janvier 2010.                                      | Chantal Jouanno        | 7 février 2008   | 17 février 2009  |
| Philippe Van de Maele, 17 avril 2012.                                  | Philippe Van de Maele, | 18 février 2009  | 27 novembre 2011 |
| François Loos, avril 2013.                                             | François Loos          | 22 décembre 2011 | 13 mars 2013     |
| Bruno Léchevin                                                         | Bruno Léchevin         | 14 mars 2013     | 13 mars 2018     |
| Pas de portrait sous licence libre disponible pour Arnaud Leroy.       | Arnaud Leroy,          | 14 mars 2018     | 9 juin 2022      |
| Boris Ravignon en 2015.                                                | Boris Ravignon (d),    | 22 décembre 2022 | 12 avril 2023    |
| Sylvain Waserman en 2017.                                              | Sylvain Waserman       | 13 juillet 2023  | En cours         |

### Directions
L'ADEME est organisée en une direction générale déléguée, trois directions exécutives et un secrétariat général :
- direction exécutive stratégie, recherche, international :
  - direction de l’action internationale,
  - direction des investissements d’avenir,
  - direction recherche et prospective ;
- direction exécutive des programmes :
  - direction économie circulaire et déchets,
  - direction villes et territoires durables,
  - direction productions et énergies durables ;
- direction exécutive de l'action territoriale dotée de trois directions de l'action régionale (nord et est, ouest, sud et outre-mer), de 26 directions régionales et de trois représentations territoriales d'outre-mer ;
- secrétariat général :
  - direction des ressources humaines,
  - direction des affaires financières,
  - direction informatique et logistique[43].

## Transition(s) 2050
L'ADEME publie en 2021 quatre scénarios très contrastés sur les possibles trajectoires nationales en matière de décarbonation. Ils portent les dénominations suivantes : « génération frugale » (S1), « coopérations territoriales » (S2), « technologies vertes » (S3) et « pari réparateur » (S4). L'ADEME précise en avant-propos que « l’approvisionnement énergétique repose à plus de 70 % sur les énergies renouvelables en 2050 » et que l’électricité devient le principal vecteur énergétique. La production décarbonée d'électricité ne saurait toutefois légitimer en aucun cas le gaspillage d'énergie,. Seul le scénario S1 n'a pas recours à la séquestration géologique du dioxyde de carbone. Le scénario S4 est celui qui présente le plus de risques, de l'aveu même de l'Ademe.
Les scénarios S1 et S2 voient une diminution importante du volume de transport en France et une augmentation marquée des mobilités actives. Dans les zones périurbaines et rurales, le covoiturage connaît un développement marqué dans les deux premiers scénarios, alors que la voiture électrique ne fait que remplacer la voiture thermique dans les scénarios S3 et S4. Le scénario S3 connaît toutefois un développement appréciable du vélo en ville, grâce au report modal. La part modale de la voiture dans les zones de moyenne à faible densité baisse dans deux scénarios sur quatre, la part modale de la voiture en ville baisse dans trois scénarios sur quatre. L'électricité consommée dans les transports varie de 50 à 180 TWh/an environ selon les scénarios,.
Les réseaux de chaleur connaissent un important développement dans tous les scénarios, sauf dans S1. Dans les scénarios S1 et S2, la rénovation énergétique est poussée. Dans le scénario S3, on détruit et on reconstruit des bâtiments énergétiquement performants selon une « planification de type hausmannien ». Le scénario S4 est caractérisé par une rénovation à deux vitesses : industrielle quand l'architecture le permet, moins poussée sinon.

### Critique
Le philosophe Vincent Bontems, qui se refuse à opposer le progrès technologique à la décroissance, explique qu'il retient le meilleur de chaque scénario, à savoir « le respect du vivant du scénario frugalité, le fonctionnement des transports en commun du scénario sobriété et [...] les solutions vertueuses des scénarios croissance verte et technosolutionniste ».

## Opérateur du programme des investissements d'avenir
Le grand emprunt 2010 pour les investissements d'avenir s'élève à 35 milliards d'euros affecté à cinq priorités nationales. Les 2,65 milliards d'euros gérés par l'ADEME sont répartis sur quatre programmes :
- démonstrateurs et plateformes technologiques en énergies renouvelables et décarbonées et chimie verte : 1,275 milliard d'euros ;
- réseaux électriques intelligents (smart grid) : 215 millions d'euros ;
- économie circulaire : 210 millions d'euros consacrés aux solutions innovantes, démonstrateurs et filières d’excellence pour l’économie circulaire des déchets, la dépollution des sols et des eaux et pour les produits et services éco-conçus ;
- véhicule du futur : 950 millions d'euros pour soutenir le développement des technologies et organisations innovantes et durables en matière de déplacement terrestre et maritime.

Dans le cadre du programme Véhicule du futur, l'État annonce la création[pourquoi ?], le 17 décembre 2015, d'une coentreprise entre Alstom et l'ADEME, nommée SpeedInnov.

## Campagnes publicitaires
En novembre 2023, l'ADEME réalise une campagne de sensibilisation à l'occasion du Black Friday. Elle est composée de quatre spots dans lesquels apparait un « dévendeur » incitant le consommateur à ne pas acheter d'objets superflus, mais plutôt à réparer ses objets cassés, à préférer les produits reconditionnés, ainsi qu'à louer ou emprunter ceux dont il a besoin. « C'est plus économique pour vous et c'est mieux pour les ressources de la planète » » explique le « dévendeur ». L'Alliance du commerce et la CPME, fédérations de commerçants et entreprises, demandent le retrait immédiat de la campagne,. Le ministre de la Transition écologique Christophe Béchu précise qu'eu égard aux « enjeux de transition écologique », la campagne ne sera pas retirée.